# Euphorie (film)
Pour les articles homonymes, voir Euphoria.
Pour plus de détails, voir Fiche technique et Distribution.
Euphorie (Эйфория) est un film russe réalisé par Ivan Vyrypaïev en 2006.

## Synopsis
Pavel, plus familièrement Pacha, est chevrier au sovkhoze de Tchiganaka.
Véra vit avec son époux Valéra et leur fille Macha dans une des deux bicoques isolées dans la steppe non loin du Don.
Les regards de Pavel et de Véra se sont croisés au mariage d'Andréï Evseiev et de Lida, il y a environ une semaine et depuis Pavel ne pense plus qu'à l'épouse de Valéra; n'en pouvant plus il vient lui dire ce qui lui arrive. Devant son enfant et en présence de son mari la jeune femme n'exprime pas ses sentiments mais les évènements vont la précipiter vers Pacha.
Alors qu'elle se retrouve avec son époux, personnage fruste et âgé, Macha se fait cruellement mordre au doigt par Pirate, leur chien. Voulant secourir sa fille, Valéra, avec une grosse paire de ciseaux sectionne la partie endommagée, endort la fillette avec de la vodka pour calmer ses souffrances, tue le chien et demande à Véra d'aller enterrer l'animal. C'en est trop pour la sensibilité de sa jeune épouse.
Quant à Pavel, revenu au sovkhoze, il ne surmonte pas sa frustration. Il surprend Lida en train de raconter à ses amis ses mésaventures conjugales avec Andréï qui la trompe avec Galia; ceci ne dissuade pas le chevrier, en pleine nuit, de repartir à la rencontre de celle qu'il aime. Il la rejoint alors qu'elle est en train d'enterrer le chien.
Au petit matin, elle rentre à la maison où elle apprend que les grands parents ont emmené Macha chez le docteur et que son mari qui s'est saoulé pour surmonter son stress a dormi à même le sol dans la cuisine.
Véra s'enfuit poursuivie par Valéra qui la rejoint à la hauteur de Pavel qui remonte le fleuve dans une barque. Celui-ci les prend à bord de son embarcation. Là, Valéra comprend que son épouse et son passager sont amants. Après une lutte brève le mari trompé est balancé sur la berge et les deux amoureux continuent leur trajet sur le Don. Ils vont voir le docteur pour avoir des nouvelles de Macha mais la petite fille a été ramenée chez elle. Ils prennent le chemin du retour c'est-à-dire la rivière.
Pendant ce temps, Valéra est revenu chez lui, a pris son fusil de chasse, des cartouches, incendié sa maison et est parti pour détruire ce qui lui reste. Inconscients, les deux amants remontent le Don tandis que le père de Macha suit la berge dans l'autre sens...

## Fiche technique
- Titre original : Эйфория
- Titre français : Euphorie
- Réalisation et scénario : Ivan Vyrypaïev
- Photographie : Andreï Naïdenov
- Montage :Igor Malakhov
- Direction artistique : Iouri Kharikov
- Décors : Iouri Naïdenov
- Costumes : Iouri Kharikov
- Musique : Aïdar Gaïnoulline accordéoniste russe
- Son : Kirill Vassilienko, Anton Balaban
- Production : Alexandre Cheïn, Guïa Lordkipanidze
- Sociétés de production : First Movie Partnership, Matchfactory, Studio 2, Plan 2
- Pays d'origine :  Russie
- Format : Couleur - Son Dolby digital
- Genre : Drame
- Durée : 74 minutes
- Date de sortie :
  - Russie : 5 octobre 2006

## Distribution
- Polina Vladimirovna Agoureïeva (ru) : Véra
- Olga Balandina : Lenke
- Alexandre Cheyn : Michka
- Ivan Chirokov : un garçon
- Yevgueniya Dmitriyeva : Galia Karasikha
- Madlen Dzhabrailova : Mida (Lida?)
- Alexeï Gnilitsky : un nouveau venu
- Yegor Golovenkine : Sania
- Roman Klochkov : un garçon
- Vyacheslav Kokorine : Mitrich
- Sergueï Kryouchkov : un garçon
- Maxime Litovchenko : Andryoukha
- Ilya Lokteonov : un garçon
- Ara Oganesyan : un nouveau venu
- Mikhaïl Aleksandrovitch Okounev (ru) : Valéra
- Maksim Iourievitch Ouchakov (ru) : Pavel, diminutif Pacha
- Tatiana Oufimtseva : Liouba
- Nikolaï Privolnev : un garçon
- Vitali Romaniouk : le fils du voisin
- Yaroslavna Serova : Macha
- Alexandre Souchkov : Grigori
- Valious Tertelis : le motocycliste
- Alexandre Vdovine : le docteur
- Alexandre Yefremov : un garçon
- Roustem Youskayev : un nouveau venu
- Zoia Zadorozhnaya : Nadia, la grand-mère

## Distinctions
- 2005 :
- Meilleur scénario de l'année par les journalistes d'"Iskousstovo kino" à Moscou.
- 2006 :
- Prix spécial du Jury au Festival "Kinotavr" de Sotchi.
- Grand Prix du Festival international du film de Varsovie.
- Nommé pour le grand prix au Festival International du film de Bratislava.
- Prix FIPRESCI pour le meilleur long métrage au 36e Festival international Molodost à Kiev.
- À la Mostra de Venise 2006 il fait partie de la sélection pour le Lion d'Or mais aussi de celle du Lion d'argent de la révélation, de celle du grand prix du jury et de celle d'un lion spécial pour l'aspect novateur du langage cinématographique
- 2007 :
- Golden Lily au Festival GoEast de Wiesbaden.
- Prix Nika de la meilleure musique.
- Grand prix Nika pour la découverte de l'année pour la réalisation.

## Autour du film
"Euphoria est l'histoire d'un amour inattendu, pur et sans pitié, presque brutal. Puisque Pavel et Véra n'ont pas été initiés à l'amour, qu'ils ne savent pas comment aimer et être aimés, ils ne peuvent faire face à l'euphorie qui les habite. C'est l'histoire de personnes qui agissent comme des enfants, qui vivent comme des reclus dans la nature sauvage des steppes..."tragédie grecque dans un paysage russe".
Extrait des propos d'Ivan Vyrypaïev lors de la présentation du film à Venise.